# Isaac del Rivero Jr.
Isaac Miguel del Rivero Pérez, más conocido como Isaac del Rivero Jr. es un dibujante de cómic español (Gijón, 17 de febrero de 1957), hijo del también historietista Isaac del Rivero Sr.

## Biografía
Isaac del Rivero Jr. inició su carrera en los años setenta, colaborando con publicaciones locales como "El Wendigo".
En 1983 creó y codirigió con Víctor Barba la revista "Línea y Mancha", subvencionada por la Diputación de Ciudad Real.
Durante los años setenta se orientó hacia el comic book de superhéroes, produciendo historietas de Judge Dredd o The Punisher para el mercado exterior, además de Las Guerras del Purgatorio para la Línea Laberinto de Planeta-DeAgostini. Dude Comics editó Carmilla, nuestra señora de los vampiros.

## Obra
| Años | Título                                   | Guionista          | Tipo       | Publicación                                    |
| ---- | ---------------------------------------- | ------------------ | ---------- | ---------------------------------------------- |
| 1977 | Sureño                                   | Faustino R. Arbesú | Serie      | El Wendigo                                     |
| 1979 | Sureño                                   | Faustino R. Arbesú | Monografía | El Wendigo: Historietas Independientes, núm. 1 |
| 1996 | Las Guerras del Purgatorio               | Juan Carlos Cereza | Serial     | Planeta-DeAgostini                             |
| 1997 | Juegos Peligrosos                        | Juan Carlos Cereza | Monografía | Planeta-DeAgostini                             |
| 1999 | Carmilla, nuestra señora de los vampiros | Roy Thomas         | Monografía | Dude Comics                                    |